# Ритшель, Эрнст
Эрнст Фридрих Август Ритшель ( нем. Ernst Friedrich August Rietschel; 15 декабря 1804, Пульсниц, Курфюршество Саксония — 21 февраля 1861, Дрезден, Королевство Саксония) — немецкий скульптор, представитель академической школы немецкого классицизма. Созданные им памятники Гёте и Шиллеру перед зданием Городского театра в Веймаре, как и памятник Лессингу в Брауншвейге, являются всемирно известными произведениями искусства.

## Биография
Эрнст Ритшель родился 15 декабря 1804 года. Не закончив торговое образование, в 1820 году поступил в Дрезденскую академию искусств; учился у Франца Петриха. В 1826 году приехал в Берлин, где продолжил обучение в мастерской Христиана Даниэля Рауха. В 1828 году в Нюрнберге участвовал в закладке памятника, посвящённого памяти Альбрехта Дюрера. На обратном пути посетил Гёте в Веймаре, а затем ещё раз приехал к нему в 1829 году, вместес Х. Раухом.
В 1832 году Эрнст Ритшель женился на Альбертине Траутшольд и в том же году он стал профессором скульптуры в дрезденской Академии искусств, где в числе его известных учеников был Роберт Дорер. Работая совместно с архитектором, создателем здания дрезденской Оперы, Готфридом Земпером, Эрнст Ритшель украсил многие дрезденские здания своими скульптурами. В 1836 году его избрали членом берлинской и венской художественных академий. В последующие годы им были выполнены многие значительные работы, в том числе памятник Лессингу в Брауншвейге (1854), что принесло ему известность одного из крупнейших скульпторов-монументалистов своего времени.
Зимой 1851—1852 годов скульптор совершил путешествие по Италии и Сицилии. В 1855 году он представил на художественной выставке в Париже свою скульптуру Лессинга. В том же году Ритшель был награждён большой Почётной медалью и стал офицером ордена Почётного легиона. В 1856 году избран почётным членом стокгольмской Академии художеств. В 1857 году Ритшель посетил в Берлине своего учителя Рауха. В том же году, 4 сентября, был открыт знаменитый ныне памятник Гёте и Шиллеру в Веймаре. В 1858—1859 годах Ритшель выполнял заказ на возведение памятника Реформации в Вормсе.
Ритшель был также почётным членом Академий искусств Парижа, Рима, Антверпена, Копенгагена и Брюсселя. Значительная часть его скульптурных работ, после смерти мастера, с 1889 года хранится в дрезденском Собрании скульптуры во дворце Альбертинум.
21 февраля 1861 года Эрнст Ритшель скончался от хронической болезни лёгких. Три дня спустя он был похоронен на Троицком кладбище в Дрездене.

## Галерея

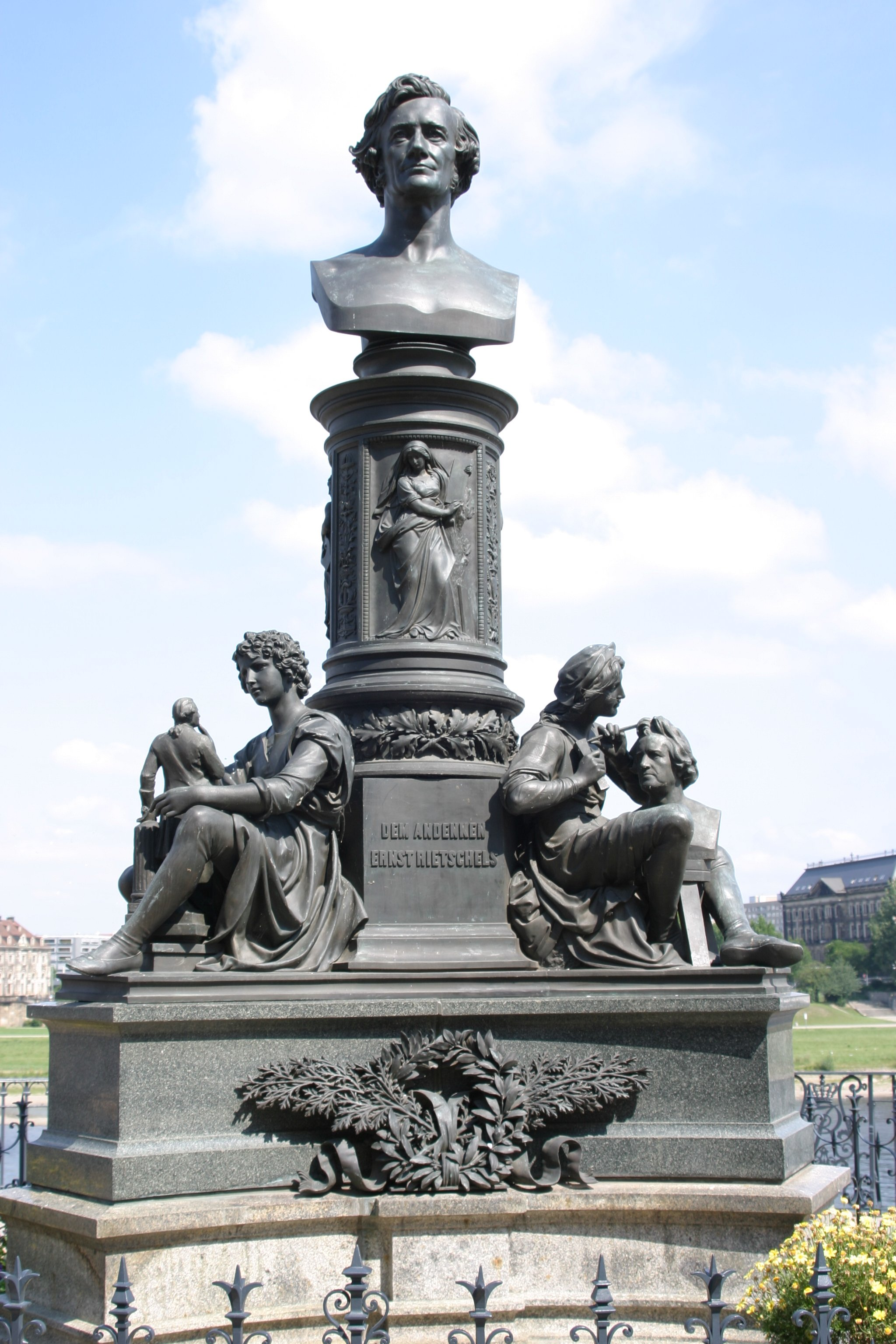
Иоганнес Шиллинг Памятник скульптору Эрнсту Ритшелю в Дрездене
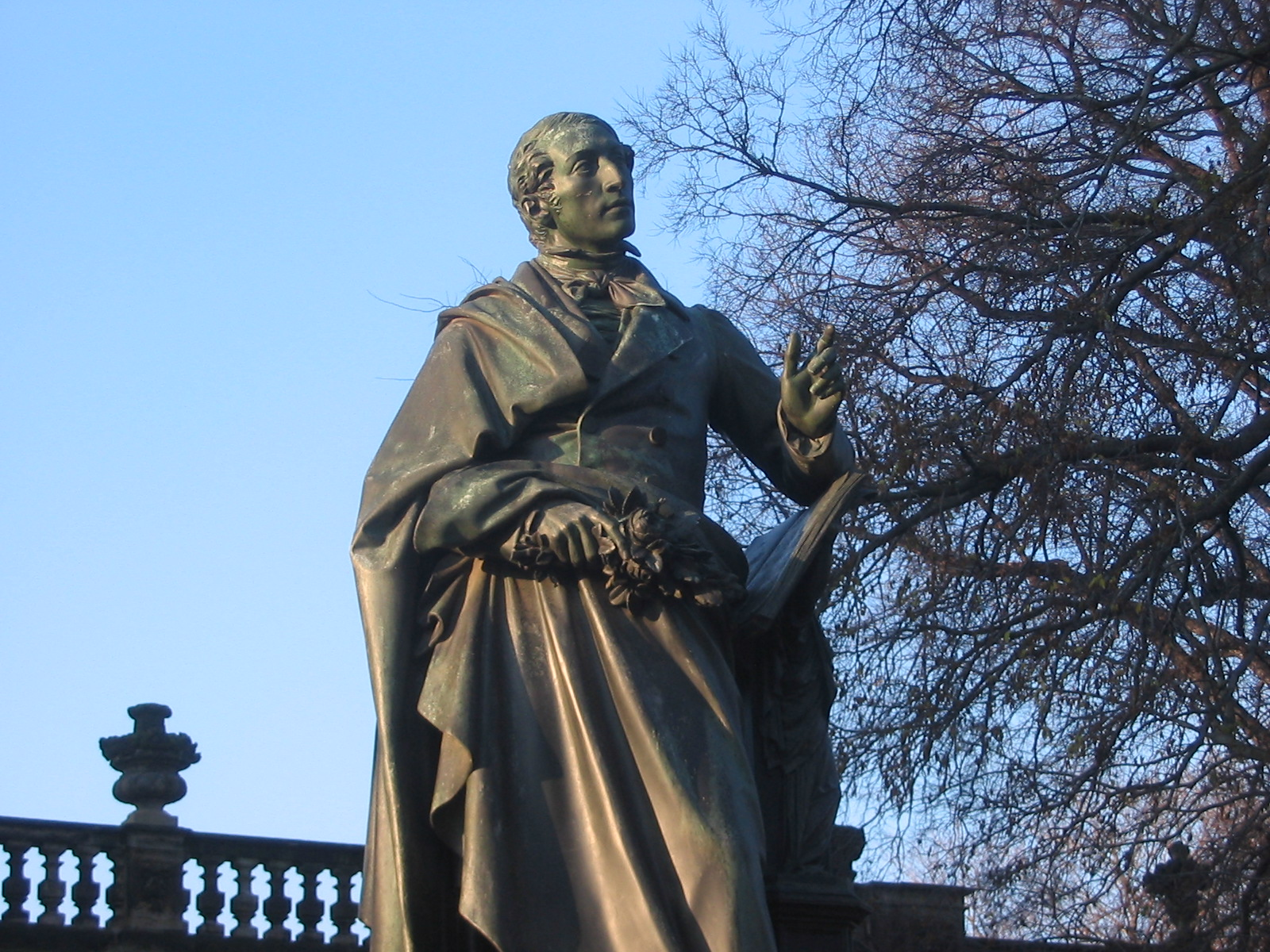
Памятник композитору Карлу Марии Веберу (1855—1860), Дрезден
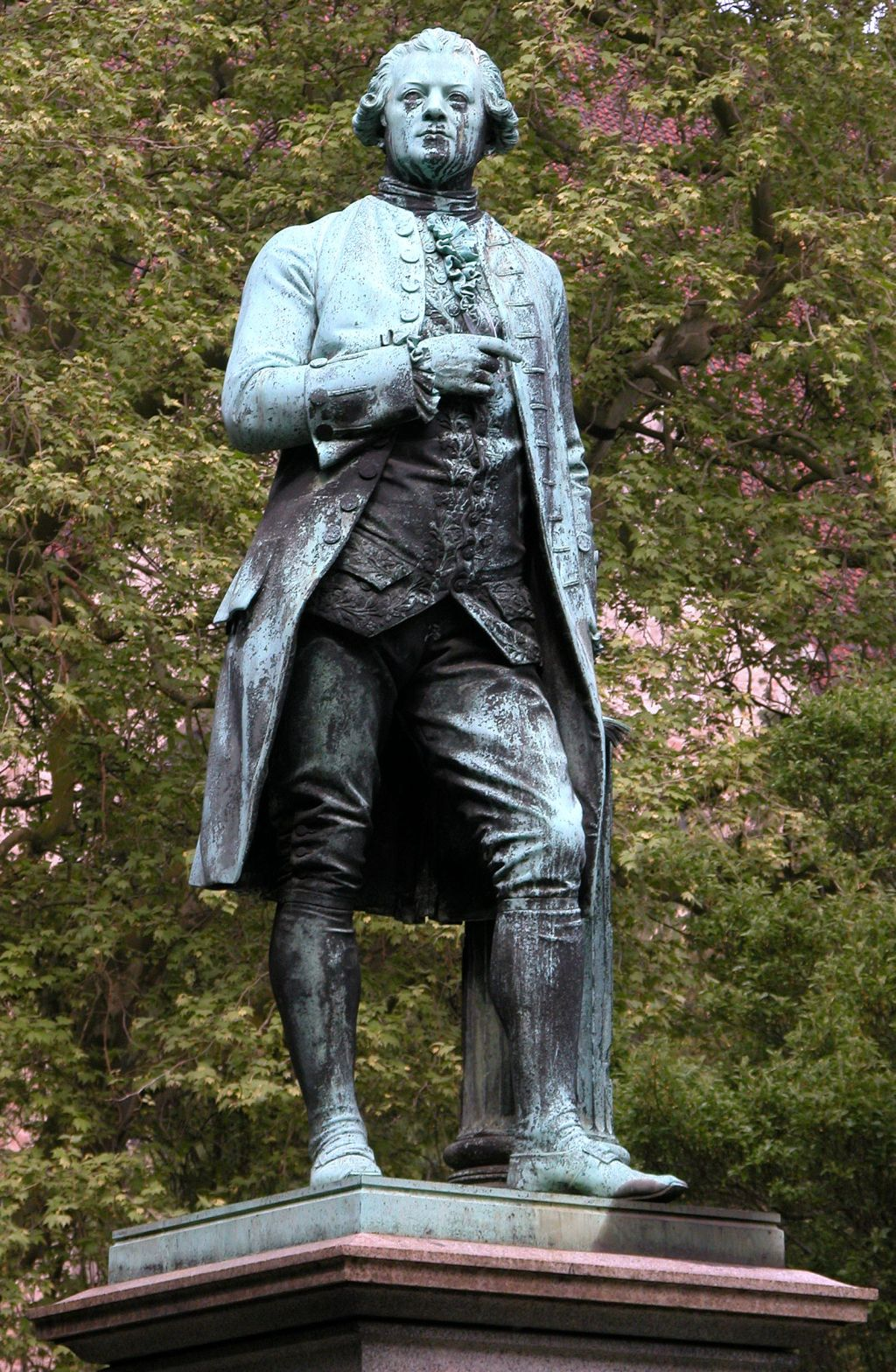
Памятник Готхольду Эфраиму Лессингу, Брауншвейг
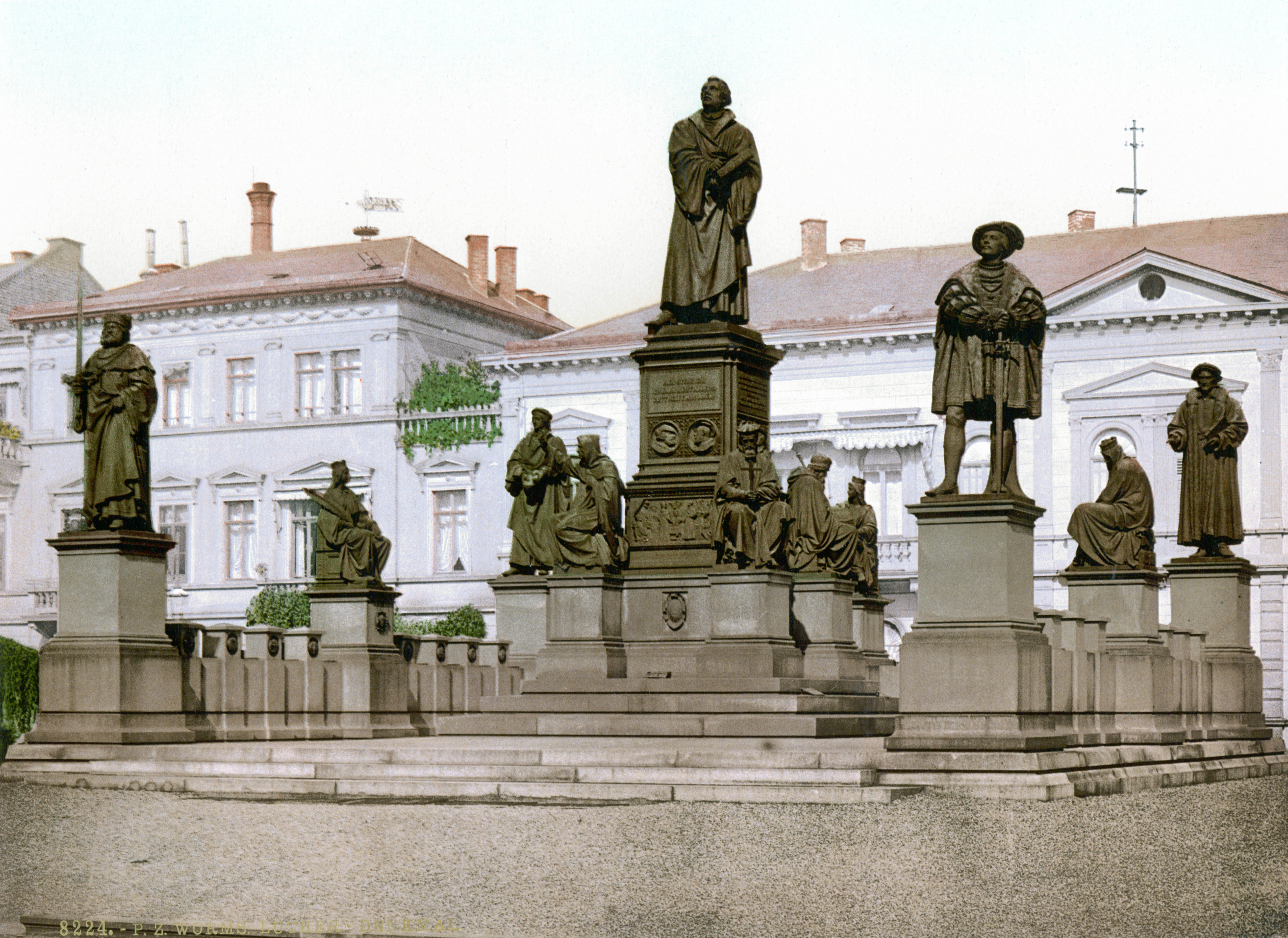
Мемориал Мартина Лютера (Вормс)
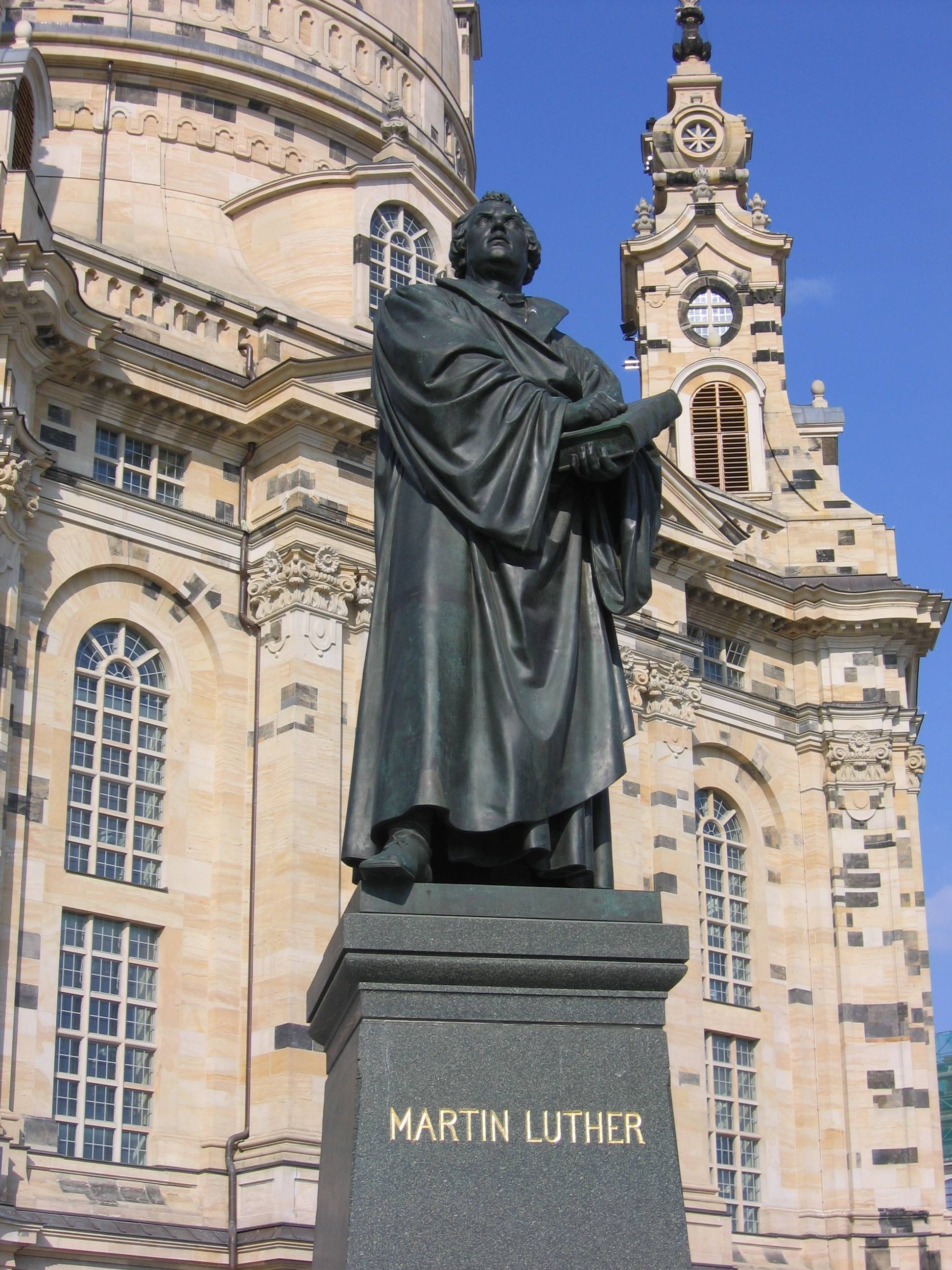
Памятник Мартину Лютеру у Фрауэнкирхе, Дрезден
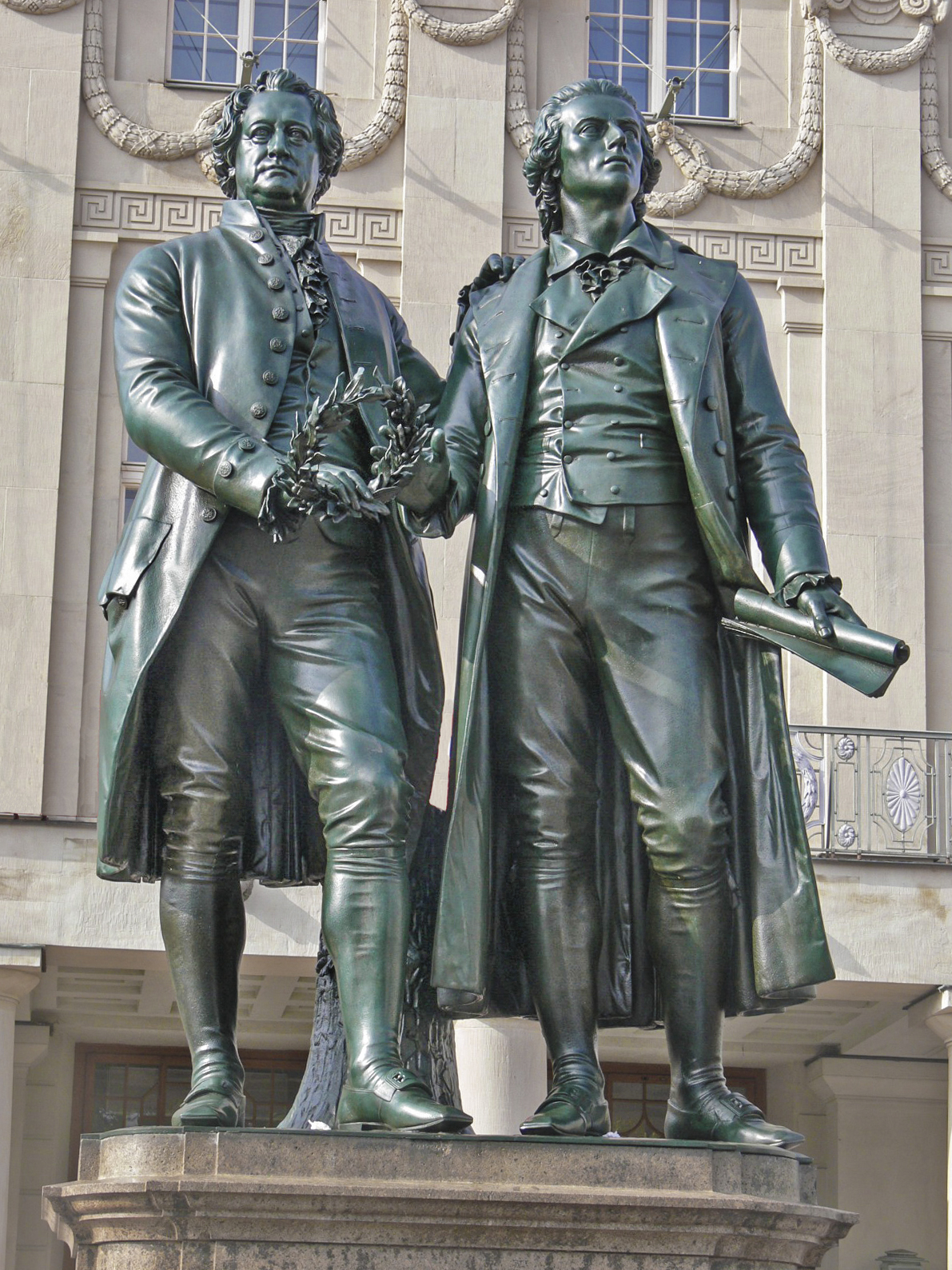
Памятник Гёте и Шиллеру перед Городским театром в Веймаре

## Семья
Первая жена Эрнста Ритшеля скончалась в 1835 году, вскоре после рождения их второй дочери (также вскоре умершей). В 1836 году Ритшедь женился вторично — на Шарлотте Карус, родившей ему сына и в 1837 году скончавшейся. В мае 1841 года Ритшель женился в третий раз — на Марии Ханд, прожившей с ним семь лет, прежде чем она также умерла в 1848 году. Мария родила Эрнсту двух сыновей и дочь (рано умершую). В апреле 1851 года Ритшель женился снова, на Фредерике Опперман, родившей ему дочь.